# Мавзолей Ходжа Аламбардора
Мавзоле́й Ходжи́ Аламбардо́ра, Мавзолей Ходжи Аланда́р-бува́ (узб. Xo‘ja Alambardor maqbarasi/Хўжа Аламбардор мақбараси) — памятник архитектуры, мавзолей XIX века. Расположен на кладбище Камалан в городе Ташкенте (Узбекистан).

## Мавзолей
Мавзолей построен в память о Ходже Абдул Азизе Аламбардоре (аламбардор означает «знаменосец»), по преданию — святом, жившим около 1300 лет назад. Усыпальница якобы возведена над его могилой. Здание является кирпичным, декоративные украшения отсутствуют. В плане имеет четырёхугольную форму (8,87x8,0 м), портал и купол. Высота вместе с куполом составляет 10,3 м.

## Чилляхона
В комплекс вместе с мавзолеем входит подземная чилляхона, которая расположена в 9 м от него в восточную сторону. Чилляхона увенчана куполом с фонарём.